# Amazônia (Album)
Amazônia ist das 21. Studioalbum des französischen Musikers Jean-Michel Jarre, welches unter dem Label Columbia Records am 9. April 2021 auf CD, Vinyl, per Streaming und Download veröffentlicht wurde. Begleitend sind binaurale und 5.1 Versionen erschienen, welche mit einem Downloadcode in verschiedenen Formaten heruntergeladen werden können.

## Besonderheit
Amazônia ist kein klassisches Musikalbum, sondern ein durch die Arbeit des Fotoreporters Sebastião Salgado, welcher das Amazonasgebiet in einem Langzeitprojekt dokumentierte, inspirierter Soundtrack. Begleitend zur am 7. April 2021 in Paris startenden und anschließend um die Welt reisenden Fotoausstellung Salgados.
Jean-Michel Jarre besuchte das Museum für Völkerkunde in Genf, welches etwa 40 Stunden Audiomaterial besitzt, das von ca. 30 verschiedenen Mitarbeitern und assoziierten Forschenden in der Zeit von 1960 bis 2019 an unterschiedlichen Orten das Amazonasgebietes aufgenommen wurde. Teile dieser Aufnahmen flossen, neben weiteren unveröffentlichten Aufnahmen von vier musikethnologischen Forschern, in sein Werk ein.
Jarre betont in dem mehrsprachig beiliegendem Begleitheft des Albums, selbst zwar nie im Amazonas gewesen zu sein, den Zuhörer aber dorthin bringen zu wollen, und erinnert dabei an ein Zitat von Blaise Cendrars, einem Schweizer Abenteurer und Schriftsteller.
Zudem enthält das Booklet den Hinweis, dass Teile der Tantiemen an die indianischen Gemeinden gespendet wird, aus denen die in Amazônia integrierten Klangarchive stammen.

## Titelliste
- Geschrieben und arrangiert von Jean-Michel Jarre

1. Amazônia (Part 1) – 7:42
2. Amazônia (Part 2) – 9:59
3. Amazônia (Part 3) – 8:10
4. Amazônia (Part 4) – 3:16
5. Amazônia (Part 5) – 6:06
6. Amazônia (Part 6) – 3:33
7. Amazônia (Part 7) – 4:18
8. Amazônia (Part 8) – 3:19
9. Amazônia (Part 9) – 6:23

## Wichtige Versionen
| Jahr | Ausgabeform | Medium | Land   | Label      | Katalognummer | Bemerkung                  |
| ---- | ----------- | ------ | ------ | ---------- | ------------- | -------------------------- |
| 2021 | Original    | CD     | Europa | Sony Music | 19439858232   | Digipak inkl. Downloadcode |
| 2021 | Original    | LP     | Europa | Sony Music | 19439845051   |                            |

## Besetzung
- Jean-Michel Jarre – Keyboards und Synthesizer
- Philharmonie Paris
- Verwendung von Aufnahmen von: Gustav Verswijver, Daniel Schoepf, Franz Treichler, Bernd Brabec de Mori, Louis Fernandez, George Love, René Fuerst, Xavier Bellenger, Denis Vanzetto, Jean-Michel Beaudet, Hervé Rivière, Philippe Luzuy, Simone Dreyfus-Roche, Matthias Lewy, Pierre Salivas
- Verwendung verschiedener Aufnahmen aus einem Arrangement von Jorge López Palacio

## Charts und Chartplatzierungen
| ChartsChartplatzierungen     | Höchstplatzierung | Wochen |
| ---------------------------- | ----------------- | ------ |
| Deutschland (GfK)            | 5 (2 Wo.)         | 2      |
| Frankreich (SNEP)            | 34 (2 Wo.)        | 2      |
| Österreich (Ö3)              | 13 (1 Wo.)        | 1      |
| Schweiz (IFPI)               | 4 (3 Wo.)         | 3      |
| Vereinigtes Königreich (OCC) | 21 (1 Wo.)        | 1      |